# Rerum novarum
Rerum Novarum (prevedeno s latinskog: O novim stvarima) je enciklika koju je objavio papa Lav XIII. 15. svibnja 1891. upućena svim katoličkim biskupima, s podnaslovom - „Prava i obaveze rada i kapitala”. 
U njoj se raspravlja o odnosu i međusobnim obavezama između ljudske djelatnosti i kapitala, kao i države i njezinih pučana. Već se u prvim redovima naglašava važnost i potreba za poboljšanjem položaja radnika jer je upravo njihov položaj, bez njihove krivnje, najvećim dijelom bijedan i nevoljan. Enciklika načelno podržava pravo radnika na samoorganiziranje (sindikati), ali odbacuje socijalizam (ukidanje privatnog vlasništva, borba za radnička prava štrajkovima) kao i kapitalizam bez ikakvih ograničenja, ali čvrsto potvrđuje pravo na privatno vlasništvo.
Iako enciklika slijedi tradicionalističke doktrine o pravima i obavezama poslodavaca i radnika i pravu na privatno vlasništvo, ona te doktrine nastoji primijeniti na novonastale uvjete. Enciklika osuđuje lažne teorije socijalista, i brani pravo privatnog vlasništva. Prema enciklici, lijek za novonastale probleme nalazi se u zajedničkome djelovanju Crkve, države, poslodavaca i djelatnika. Crkva je s pravom zainteresirana za socijalna pitanja, zbog vjerskih i moralnih aspekata koja ta pitanja povlače za sobom, a država ima pravo i dužnost intervenirati u ime pravde po pitanjima osobnog i društvenog blagostanja. Poslodavci i djelatnici imaju pravo i dužnost organizirati vlastita, ali i zajednička društva za zaštitu i samozaštitu.
Rerum Novarum želi pronaći treći put u sukobu rada i kapitala, a ta bi se harmonija postigla ugovorom o pravima i dužnostima radnika i kapitalista, i ukratko bi glasila ovako:
- 1) Djelatnik se obavezuje da će u potpunosti iskreno obavljati svoje dužnosti.
- 2) Djelatnik se obavezuje da neće vršiti vandalizam ili osobne napade.
- 3) Djelatnik se obavezuje da će se kolektivno suzdržati od nereda i nasilja.

S druge strane poslodavac se obavezuje da će:
- 1) Djelatnicima davati poštenu plaću (naknada treba biti dovoljna za razumnu i štedljivu udobnost),[2]
- 2) omogućiti slobodno vrijeme radnicima za njihov obiteljski i vjerski život,
- 3) voditi računa kod podjele posla o sposobnosti i godinama radnika,
- 4) poštovati prava radnika, te da neće postupati s njima kao robovima.

U doba kad je objavljena mnogi konzervativni katolici doživljavali su encikliku kao nešto vrlo modernističko i protivno interesima Crkve. Ona je prije svega artikulirala poziciju Katoličke crkve o pitanju socijalne pravde, osobito u odnosu na probleme koje je stvorila industrijska revolucija, ali je naglasila crkveno pravo na izjašnjavanje o društvenim pitanjima, koja su vezana uz pitanja morala.

Na mnoge dijelove iz enciklike Rerum Novarum pozivali su se i kasniji pape u svojim enciklikama, između ostalih Pio XI. (Quadragesimo Anno 1931.), Ivan XXIII. (Mater et Magistra 1961.) i Ivan Pavao II. (Centesimus Annus 1991.).
Enciklika Rerum Novarum je s vremenom postala temelj Socijalnog nauka Katoličke crkve kojeg se ona i danas drži. Iako se na prvi pogled čini vrlo udaljena, ona se u biti doktrinarno drži Isusove izreke „Dajte caru carevo a bogu božje”. Prema nekima, niti jedna enciklika o društvenim pitanjima nije imala tako širok utjecaj na svijet kao Rerum Novarum.

## Povijesne okolnosti nastanka enciklike
Papa Lav XIII. se za razliku od svojeg prethodnika Pija IX. prihvatio dijaloga s novinama koje su uzela maha u 19. stoljeću (industrijska revolucija, materijalizam, liberalizam, socijalizam, rast osobnih sloboda, pojava radničke klase itd.).
O socijalizmu se o Enciklici progovara s jasnom osudom: „... ta teorija ne samo da ne može riješiti napetosti, nego će škoditi samim radnicima, a povrh toga ona je iz mnogih razloga nepravedna jer nameće nasilje zakonitim vlasnicima, izvrće dužnost države i brka sav društveni poredak...”
Ipak, enciklika je objavljena 27 godina nakon osnivanja Prve internacionale (Međunarodnog saveza radnika) - 1864. i dvije godine nakon puno radikalnije Druge internacionale iz 1889. u kojoj je glavnu riječ vodio Friedrich Engels, a koja je proglasila 1. svibnja međunarodnim praznikom rada (glorifikacija štrajka) i poticala radničke organizacije u borbu za opće pravo glasa, demokratske slobode i poboljšanje materijalnog položaja radnika. 

## Sadržaj

### Prvi dio
U uvodnom se dijelu enciklike naglašava da je razlog objavljivanja radničko pitanje, odnosno problemi nastali industrijskom revolucijom, i pitanja vezana uz kapital, rad, pravo na privatno vlasništvo i sva problematika koja se na to odnosi. Naglašava se, nadalje, „da su u prošlom stoljeću dokinuti obrtnički cehovi, a mjesto njih ništa nije osnovano kao pomoć radnicima i kad su same ustanove i javni zakoni napustili vjeru otaca, došlo je pomalo dotle da su radnici prepušteni i nečovječnosti poslodavaca i neobuzdanoj konkurenciji. Zlo je povećala i nezasitna lihva koju je Crkva više puta izričito osudila, ali se gramzljivi i sebični ljudi njom bave u drugom obliku. Tome treba dodati i monopol u proizvodnji i trgovini, tako da je vrlo mali broj mogućnika i bogataša nametnuo gotovo ropski jaram bezbrojnom mnoštvu radnika bez ikakva posjeda.”
Zatim se u prvom dijelu naglašava da je „rješenje koje nude socijalisti neprihvatljivo za radnike”, jer socijalisti samo raspiruju zavist siromašnih na bogate i žele dokinuti privatno vlasništvo, koje je prirodno pravo dato ljudima: „ovakvim prenošenjem privatnog vlasništva na zajednicu, da se jednako razdijele koristi i dobra među građane, vjeruju da će se zlo radikalno iskorijeniti. No ta teorija ne samo da ne može riješiti napetosti, nego će škoditi samim radnicima, a povrh toga ona je iz mnogih razloga nepravedna jer nameće nasilje zakonitim vlasnicima,izvrće dužnost države i brka sav društveni poredak... nema razloga da se općenito pribjegava državnoj upravi, jer je čovjek stariji od države... Previše je jasno da bi, osim nepravde, iz toga nastala zbrka i pomutnja u svim staležima građana. Bio bi otvoren put međusobnoj zavisti, ogovaranju i neslozi. Nestalo bi privatne inicijative uma i marljivosti pojedinca. Tako bi nužno presušili i izvori bogatstva.Ona zamišljena jednakost ne bi bila drugo nego opća nevolja i bijeda. Iz svega toga slijedi da treba odbaciti socijalističko načelo o zajedništvu dobara, jer on škodi i onima kojima bi trebalo pomoći. Ono se protivi naravnim pravima pojedinaca, iskrivljuje dužnost države i muti opći mir.”
Time je u ovoj enciklici iz 1891. godine približno opisano društveno stanje svakog komunističkog totalitarizma u 20. stoljeću.

### Drugi dio
U drugome se dijelu nude rješenja, koja moraju biti rađena uz pomoć vjere i Crkve
Nadalje se raspravlja o neizbježnosti društvene nejednakosti i teškog rada, ali da se to ipak nekako ublaži, potrebna je sloga i bolji odnos među društvenim staležima, koji treba počivati na pravednosti i ljubavi. Da bi se to postiglo raspravlja se o pravoj koristi bogatstva, ali i o prednostima siromaštva (uzevši u obzir nauk Crkve o zagrobnom vječnom životu) te se kao rješenje predlaže kršćansko bratstvo.
Predlažu se konkretne mjere za crkvene prelate, a one se svode na; širenje kršćanskog nauka i obnovu društva na tim temeljima.
Pored Crkve naglašava se i presudna uloga države koja treba i ima pravo intervenirati u sukobima između radnika i poslodavaca, na temeljima zdrava razuma i načelima božanske Objave. Ali se istovremeno određuje i granica dokle smije ići država u svojoj intervenciji, a to je - bez povrede općega dobra, ali i bez nepravde za pojedinca, odnosno da se i jednoj i drugoj strani zajamči vlast slobodnog djelovanja.
Nadalje se raspravlja o potrebi obrane rada, ali se istovremeno protivi - štrajkovima kao neprihvatljivom obliku borbe za vlastita prava; to se ilustrira sljedećim - „Predug i pretežak posao te premalena plaća nerijetko su razlog da radnici svojevoljno obustave rad. Ovom čestom i teškom neredu treba dati lijeka, jer ovakva obustava nije samo na štetu poslodavca i samih radnika, nego šteti i trgovini i javnom blagostanju. Za vrijeme štrajkova često izbiju neredi i nasilje, te često dolazi u pogibelj i javni mir. Pri tom je najuspješnije i najspasonosnije ako vlast zakonima predusretne i spriječi da zlo ne bukne, pomno odstranivši razloge i uzroke zbog kojih se čini da će nastati sukobi medu radnicima i poslodavcima.” Govori se i o uvjetima rada, predlaže se da se oni poboljšaju i da to država mora štititi i braniti, ali da prije svega mora štititi pravo radnika na duhovna dobra, dakle radnička prava na pohađanje vjerske službe (slobodnu nedjelju za pohađanje mise i bračni život), jer - „Smrtni, naime, život, bio on ne znam kako dobar i poželjan, nije ipak ono posljednje za što smo rođeni, nego samo put i sredstvo da se usavrši život duše spoznajom istine i ljubavi dobra.” U daljnjem se tekstu govori o potrebi zaštite žena i djece (i općenito slabijih i starijih) od poslova neprimjerenih za njih. - „Djecu valja pomno čuvati da ne ulaze u radionicu dok dovoljno ne ojačaju tijelom, umom i duhom.”
Kod pitanja raspodjele dohotka, odnosno radničke plaće - predlaže se da to ostane u domeni slobode ugovaranja. Ali se sugerira da „radnik dobije tako dovoljnu plaću da njom može pristojno uzdržavati sebe, ženu i djecu, ako je razborit, lako će nastojati štedjeti, pa će postići ono na što, čini se, i sama narav potiče, da mu ostane i nakon podmirenih troškova te uzmogne doći do malog imutka.” Čak se i sugerira da se upravo zbog toga treba štititi načelo nepovredivosti privatnog vlasništva. 
U posljednjim dijelovima enciklike se raspravlja o pravu na udruživanje kako radnika tako i poslodavaca, ali se predlaže i njihova međusobna suradnja na zaštiti udovica i siročadi, i radnika koji se nisu svojom krivnjom našli u nevolji. Isto tako se sugerira da bi trebalo štititi ona društva koja su prožeta katoličkim duhom. Na kraju se zaključuje da je ljubav, kraljica društvenih kreposti.

## Vanjske poveznice
- Potpuni tekst enciklike Rerum Novarum na hrvatskom jeziku  Arhivirana inačica izvorne stranice od 5. svibnja 2018. (Wayback Machine)
- Potpuni tekst enciklike Rerum Novarum s portala Sveta stolica
- Sažetak enciklike Rerum Novarum na portalu Socijalna Akademija (Udruga za promicanje kršćanskog socijalnog nauka  Arhivirana inačica izvorne stranice od 2. rujna 2013. (Wayback Machine)
- Sažetak enciklike Rerum Novarum s portala Bogoslovija Rijeka  Arhivirana inačica izvorne stranice od 2. rujna 2013. (Wayback Machine)
- Rerum Novarum na portalu Encyclopædia Britannica